# Alex Hyde-White
Alexander „Alex” Hyde-White (ur. 30 stycznia 1959 w Londynie) – brytyjski aktor filmowy, telewizyjny i teatralny, także reżyser i producent filmowy.

## Życiorys
Urodził się w Londynie jako syn Ethel M. (z domu Korenman), kierowniczki sceny, która działała pod pseudonimem Ethel Drew, i aktora Wilfrida Hyde’a-White’a. Znany wśród przyjaciół jako Punch, dorastał w Palm Springs w Kalifornii. Po ukończeniu Palm Springs High School, przez rok uczęszczał na Uniwersytet Georgetown w Waszyngtonie. W 1968 po raz pierwszy wystąpił na scenie w Los Angeles jako Tom w przedstawieniu Niezwykły Pan Pennypacker.
W 1978 podpisał kontrakt z Universal Studios Entertainment jako jeden z ostatnich aktorów z systemu studyjnego w Hollywood, w grupie, do której należeli Lindsay Wagner, Andrew Stevens, Gretchen Corbett czy Sharon Gless. Po gościnnym występie w serialu ABC Battlestar Galactica (1978) jako kadet Bow, zagrał w filmie telewizyjnym o superbohaterach CBS Captain America II: Death Too Soon (1979), opartym na postaci Kapitana Ameryki (w tej roli Reb Brown) z Marvel Comics. W 1981 zadebiutował na Broadwayu jako porucznik Maurice Radet w sztuce Kingdoms u boku Armanda Assante.

## Życie prywatne
W latach 1986–1992 jego żoną była aktorka Karen Dotrice, z którą ma syna Garricka. Obecnie jest żonaty z Shelly Hyde-White, z którą ma syna Jacksona.

## Wybrana filmografia
- 1978: Battlestar Galactica jako:
  - Kadet Bow,
  - pilot
- 1984: Posterunek przy Hill Street jako Dexter Sawyer
- 1989: Indiana Jones i ostatnia krucjata jako młody Henry Jones
- 1989: Słoneczny patrol jako Paul
- 1990: Pretty Woman jako David Morse
- 1991–1992: Napisała: Morderstwo jako:
  - Odgen Schmesser,
  - Doug Simmons
- 1994: Strażnik Teksasu jako Grant Wallace
- 1994: Fantastyczna Czwórka jako Reed Richards
- 1995: Babilon 5 jako Pierce Macabee
- 2002: Złap mnie jeśli potrafisz jako pan Kesner
- 2003: Generałowie jako Generał Ambrose Burnside
- 2003: Prezydencki poker jako rozmówca Andy'ego
- 2005: Kampania Arnolda jako George Gorton
- 2011: Dexter jako doktor Trent Casey
- 2011: Mentalista jako Peter Upchurch